# Zisterzienserinnenabtei Tavira
Die Zisterzienserinnenabtei Tavira (auch: Convento das Bernardas) war von 1530 bis 1862 ein Kloster der Zisterzienserinnen in Tavira, Algarve, in Portugal.

## Geschichte
Zum Dank für Kriegsglück in Asilah stiftete König Manuel I. 1509 in Tavira ein Nonnenkloster, das später in die Hände des Bischofs von Faro, Fernando II. Coutinho (1501–1538), überging und auf sein Betreiben 1530 zisterziensisch wurde. Es nannte sich Nossa Senhora da Piedade („Unsere Liebe Frau des Erbarmens“) oder einfach Convento das Bernardas („Bernhardinerinnenkloster“, auch: Convento de São Bernardo, „Kloster des heiligen Bernhard“). Wie alle portugiesischen Klöster nach dem Sieg der Liberalen im Miguelistenkrieg wurde auch die Abtei Tavira 1834 für Neuzugänge geschlossen. Die letzte Nonne starb 1862. In neuester Zeit wurden die mit der Zeit heruntergekommenen Baulichkeiten vom Architekten Eduardo Souto de Moura unter Bewahrung der zisterziensischen Stilelemente in ein Wohngebäude und eine Ferienresidenz umgewandelt, die weiterhin den Namen Convento das Bernardas tragen.

### Handbuchliteratur
- Maur Cocheril: Routier des abbayes cisterciennes du Portugal. Portugiesisches Kulturzentrum, Paris 1978 (neu hrsg. von Gérard Leroux, Centre culturel portugais, Paris 1986).
- Laurent Henri Cottineau: Répertoire topo-bibliographique des abbayes et prieurés. Bd. 2. Protat, Mâcon 1939–1970. Nachdruck: Brepols, Turnhout 1995. Spalte 3125.
- Bernard Peugniez: Le Guide Routier de l’Europe Cistercienne. Editions du Signe, Straßburg 2012, S. 894.